# Skyler Bowlin
Skyler Bowlin (Paragould, 13 luglio 1989) è un cestista statunitense.

## Palmarès
- Campionato danese: 2

Horsens IC: 2014-15
Bakken Bears: 2022-23
- Campionato svedese: 1

Södertälje: 2015-16
- Coppa di Danimarca: 1

Horsens IC: 2015
- European North Basketball League: 1

Bakken Bears: 2024